# Azione del 1° febbraio 1625
L'azione del 1º febbraio 1625 fu uno scontro militare tra la Repubblica delle Sette Province Unite e la marina dell'impero portoghese (all'epoca sotto la sovranità della Spagna). La battaglia scoppiò per il controllo del traffico commerciale e militare nel Golfo Persico. Per quanto il Portogallo risultasse alla fine piagato da pesanti perdite, la flotta portoghese riuscì a ottenere comunque il controllo del golfo, assicurandosi la vittoria.